# Слоньч
Слоньч (пол. Słończ, нім. Schlonz) — село в Польщі, у гміні Домброва-Хелмінська Бидґозького повіту Куявсько-Поморського воєводства.
Населення — 95 осіб (2011).
У 1975-1998 роках село належало до Бидгощського воєводства.

## Демографія
Демографічна структура станом на 31 березня 2011 року:
|          | Загалом | Допрацездатний вік | Працездатний вік | Постпрацездатний вік |
| -------- | ------- | ------------------ | ---------------- | -------------------- |
| Чоловіки | 52      | 8                  | 38               | 6                    |
| Жінки    | 43      | 6                  | 27               | 10                   |
| Разом    | 95      | 14                 | 65               | 16                   |